# ترانزستور حقلي وصلي
عرض_العنوان

تركيب الترانزيستور نوع P: المصدر S ،// والمصب D ،// والبوابة G.

المقحل الحقلي الوصلي (بالإنجليزية: junction gate field-effect transist، اختصارًا JFET)‏
وهو من أبسط أنواع المقحل الحقليّ، يوصل أحياناً بجهد كهربائي على (البوابة) Gate، وبواسطة ذلك الجهد يمكن التحكم في التيار الكهربي بين المنبع (مصدر)Source والمصب (المخرج) Drain.
ويوجد نوعان من هذا المقحل:
1-مقحل «قناة إن» n-Kanal ، وهو مادة مشوبة «بنوع إن» من التشويب،
2-مقحل «قناة بي» p-Kanal ، وهو مكون من مادة مشوبة «بنوع بي» من التشويب.
ونظرا لأن التيار الكهربائي سوف يسير فيه من المصب إلى المصدر فهو يعتبر أحادي القطب.بالإضافة إلى هذا الجسم تترسب عليه طبقة من نوع التشويب الآخر، وعن طريق تغيير جهدها الكهربائي يمكن التحكم في التيار المار في القناة.
ملحوظة: الفرق بينه وبين المقحل ثنائي الأقطاب هو أن ثنائي الأقطاب مكون من الأجزاء NPN أو PNP .

## تكوين المقحل JFET

رمز الترانزيستور نوع n-type JFET

يتكون المقحل من طبقتين من مادتين مختلفتين. أولهم مادة شبه موصلة مطعمة بمادة تحمل شحنات كهربية موجبة وتسمى نوع p-type ، كما في الشكل وتمثل غالبية جسم المقحل، يمكن أن يمر فيها التيار من «المصب» إلى «المنبع». ومرسب على تلك الطبقة طبقة أخرى مطعمة بمادة غنية بالإلكترونات (شحنات سالبة) ويسمى هذا النوع n-type.
ويوصل طرفي الوصلة بمصدر للجهد حيث يوصل المصب D بالقطب الموجب لبطارية (نحو 12 فولط)، ويوصل من الناحية الأخرى)وتسمى المنبع أو المصدر) S بالقطب السالب للبطارية. بذلك يقوم المقحل بعمل مقاومة كهربائية ويمر فيه تيار. ولكن عمل المقحل يكتمل بوضع جهد على السلك الموصول بالبوابة G . حينئذ يمكن التحكم في شدة التيار المار عبر «القناة» بين المصب والمصدر. وبذلك فيكون عمل المقحل الحقلي الموصول مشابها لعمل وصلة بي إن، وتكون التوصيلات الخارجية مقاومات أومية.
رمزي الوصلة: 

رمز الترانزيستور نوع p-type JFET

هكذا يرمز لنوع المقحل قناة إن : يشير السهم إلى قطبية الوصلة بي-إن بين القناة والبوابة. وهو هنا يشير من «بي» إلى «إن» وهو نفس الاتجاه المتعارف عليه تقنيا للتيار (وليس اتجاه سير الإلكترونات).
وبالنسبة إلn رمز نوع المقحل قناة بي: فإن السهم يشير أيضا إلى الاتجاه التقني للتيار (انظر أسفله)

## بنيته
الوصف التالي يتعلق بنوع «المقحل قناة إن» (بالنسبة إلى «مقحل القناة بي» فتتبادل منطقتي «بي» و«إن» فيما بينهما وبالتالي تنعكس إشارات الجهد الكهربائي والتيار الملحقة بهما):
يتكون مقحل n-Kanal-JFET من مادة مشوبة «نوع إن» تغطيها طبقة مشوبة «بنوع بي» التي تعمل كعازل (قارن وصلة بي إن). تمثل أحد طرفي المنطقة إن «المصب» D ، والطرف الآخر «المصدر» S . وتسمى المنطقة بين المصدر والمصب «القناة إن».

n-ChannelJFET: وفيها UGS جهد الانحياز

المنطقة بي هي وصلة "البوابة" G وهي مشتبكة بالمنطقة إن من الوسط، وتستخدم لضبط عمل المقحل. وهي تكون مع «القناة إن» ثلاثي بي-إن ". يشبه عمل المقحل JFET
عمل الموسفت، ولا تختلف طريقة عملهما.
التوصيلة في الشكل إلى اليسار ليست هي المعتادة عمليا، ولكنها توضح أنه إذا كان لا يوجد على البوابة جهد (سالب) يمنع مرور الإلكترونات في «القناة إن»، فإن التيار الكهربائي يمر من المصب إلى المصدر، كما لو كان المقحل مقاومة صغيرة.
التوصيلة العملية هي الشكل إلى اليمين حيث وصلت البوابة بجهد سالب. عندئذ يجعل الحقل الكهربائي الناشيء عن جهد البوابة على «تقليل» التيار المار من المصب إلى المصدر. أي عن طريق إحداث تغيير في جهد البوابة يمكن تغيير شدة التيار المارة في «القناة» بين المصب والمصدر، بالتالي يمكن التحكم فيه. يسمى الجهد المطبق من الخارج على البوابة جهد انحياز.
في حالة وضع جهد سالب (مثل -4 فولط) على البوابة ينقطع مرور التيار في القناة. لكل مقحل «جهد حرج» للبوابة، فإذا كان جهد البوابة أعلى من الجهد الحرج مر التيار من المصب إلى المصدر. وإذا كان جهد البوابة أقل من جهدها الحرج فإن التيار ينقطع.
ملحوظة:نلاحظ أن التيار (أحمر) هو التيار بالاصطلاح التقني (يمر التيار من القطب الموجب إلى القطب السالب)، وهذ عكس «التعريف الفيزيائي» للتيار، إذا اكتشف العلماء بعد ذلك ان الإلكترونات هي ناقلة التيار، وهي تتحرك من القطب السالب (المصدر أو المنبع) إلى القطب الموجب (المصب أو الأنود).

## طريقة عمله

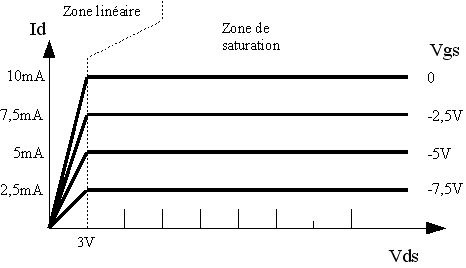
شكل 1 :تغير تيار المصب بتغير جهد المصب عندما يكون جهد البوابة 0 أو -5و2 فولط أو غيرها.

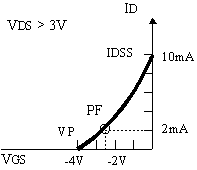
شكل 2:تغير تيار المصب بتغير جهد البوابة.(جهد المصب ثابت VD).

كما وصفنا أعلاه يتحكم جهد البوابة Vgs في مقدار التيار المار بين المصب والمصدر ID. الشكلان 1 و2 يبينان مواصفات المقحل.
الشكل 1:
عندما يكون جهد البوابة صفرا يتزايد تيار المصب بتزايد جهد المصب خطيا في البدء، ثم يصل إلى حالة «تشبع» بعد ذلك ويبقى ثابتا رغم تزايد جهد المصب (يصل إلى 10 مللي أمبير).
وعندما نضع جهد البوابة -5و2 فولط (ويسمى هذا جهد انحياز)، ونبدأ بزيادة جهد المصب نجد أن تيار المصب يزداد أيضا خطيا بتزايد جهد المصب، إلا أنه يكون أقل من حالة وجود جهد مقداره 0 على البوابة. وبعد فترة يصل إلى التشبع حيث يبقى تيار المصب ثابتا على الرغم من تزايد جهد المصب (يصل تيار المصب إلى 5و7 مللي أمبير).
لدينا في الرسم حالتين أخرتين عندما يكون جهد البوابة Vgs(جهد الانحياز) -5 فولط و-5و7 فولط. وهما يتسمان بمرور تيار منخفض للمصب.
الرسم البياني لا يوضح المقدار النهائي للجهد الموجب (جهد بطارية) الموصول بالمصب، ولكنه يكون في حدود 30 فولط.
في الشكل 2: 
يبين الشكل 2 مواصفات مقحل آخر:
يوضح تغير تيار المصب بتغير جهد البوابة عندما يكون جهد المصب ثابتا (جهد المصب VD يكون دائما موجبا). عندما يكون جهد البوابة -7 فولط مثلا فهو لا يسمح بمرور تيار بين المصب والمصدر. وعندما يصل جهد البوابة -4 فولط، فهنا يبدأ سير تيار ضعيف بين المصب والمصدر. هذا الجهد هو الجهد الحرج للمقحل، فعندما يكون جهد البوابة أعلى من الجهد الحرج فيمكن للتزانزستور توصيل تيار بين المصب والمصدر ويقوم بوظيفته في التحكم.

## حساب مضخم إشارات
في هذه الدائرة الإلكترونية التي تستخدم لتكبير إشارات متذبذبة ندخلها عند C1 ، نجد جهد انحياز على «البوابة» G للمقحل JFET. يحدد هذا الجهد عن طريق مجزيء الجهد R1-R2 ، حيث أن المصب موصول بجهد موجب Ucc مقداره نحو 20 فولط:
{\displaystyle V_{GM}=U_{CC}.{\frac {R_{2}}{R_{1}+R_{2}}}}
حيث {\displaystyle V_{GM}} هو فرق الجهد بين البوابة والأرضية، (الأرضية هنا هي التوصيلة السفلى V 0، واستخدمنا للأرضية الرمز M اختصارا لكلمة Mass).
يبلغ فرق الجهد عند المصدر S (طبقا لقانون أوم) = Id.R4
وهو يكون أعلى من جهد البوابة حيث أن جهدها Vgs لا بد وأن يكون سالبا.
ويبلغ جهد المصب = {\displaystyle U_{CC}-Id.R_{3}}
حيث Id هو التيار المار بين المصب والمصدر.
ويمكننا الآن اختيار بيانات الدائرة:
فلنختار مثلا نقطة تشغيل  المقحل المبينة اعلاه في الشكل 2 حيث Id = 2mA وVgs = -2,5V.
أي أن جهد انحياز  البوابة -5و2 فولط.
ونريد تثبيت الجهد عند Vgm = 1V.
فإدا كان الجهد الموجب للمصدر الخارجي الموصول بالمصب Ucc = 12 V, فيمكن اختيار على سبيل المثال المقاومتان
R2 = 10kΩ وR1 = 110kΩ.
ونظرا لأن Vgs لا بد وان تساوي -2,5V, فلا بد أيضا من ان تكون Vs = 1+2,5 =3,5V.
كما أننا اخترنا 2mA = Id (وهو يساوي أيضا Is)، إذن فتبلغ المقاومة R4 = 3,5/2.10−3 وهذا يساوي 1,75kΩ .
بهذا نكون قد حددنا المقاومات R1 وR2 وR4 ، وباقي اختيار المقاومة R3 التي تحدد جهد المخرج عند D .
يختار جهد المصب عند D بصفة عامة في الوسط بين جهد المصدر والجهد الخارجي Ucc، بحيث يسمح بتغير جهد المصب حتى أقصي جهد من جهة، ومن جهة أخرى لضبط جهد المخرج في حالة الاستقرار، عند ادخال إشارة متذبذبة من ناحية G ونريد تضخيمها وتخرج من C2.
وليكن اختيارنا أن نثبت Vdm عند 8 فولط (جهد المخرج عند C2). ونصل إلى ذلك باختيار المقاومة R3 = 2kΩ.

## حساب التضخيم
عندما ندخل جهدا متذبذبا صغيرا ve إلى البوابة عن طريق مكثف لأن الإشارات متذبذبة (قد تكون إشارات من مولد إشارات، أو من ميكروفون، أو من هوائي أو من مرحلة تضخيم سابقة) ولا نريد تغيير ذبذباتها ولكن نريدها مضخمة.
نجد أن:
id = S.ve
و vs = id.R3
والكسب G = vs / ve = S.R3
حيث:
S: هو الميل (إلكترونيات)، أي معدل تغير تيار المصب بتغير في جهد البوابة (انظر موصلية منقولة)
و ve هو جهد الإشارة المتذبذبة (ونستحدم هنا حروف كتابة صغيرة لتمثيل الجهد والتيار المتذبذبين)،
و id التيار المتذبذب عند المصب،
و vs جهد المخرج عند المصب،
وG التضخيم لجهد الإشارات،
و S الموصلية المنقولة ويسمى أحيانا الميل  وهو يقاس أمبير/فولط. وهو يعين عن طريق التيار المستمر للمصب.
و عند تعيين Id من المعادلة، نجد أن:
(S = So.(1 - Vgs/Vp
حيث: So = - 2.Idss/Vp
ملحوطة: نتذكر بأن الجهدين Vgs وVp جهدين سالبين (أنظر شكل 2).
وبحساب تلك القيم نحصل على:
So = 8mA/V
S = 3mA/V
وبالتالي نجد التضخيم G = 6.
أي أن جهد مطال الإشارة عند المخرج أصبحت 6 أضعاف جهد مطال الإشارة الداخلة من جهة البوابة.
هذا التضخيم يعتبر صغيرا بالمقارنة بالتضخيم الذي نحصل عليه باستخدام مقحل ثنائي الأقطاب في دائرة مضخم إلكتروني.

## المواصفات التقنية لمقحل
الشكل 3:

شكل 3:I–V characteristics of n-channel JFET

إلى اليسار يعطي مواصفات المقحل في شكل بياني التي يعطيها المصنع للمستهلك لاختيار نقطة التشغيل المناسبة للدائرة التي يرغبها. الرسم البياني إلى اليمين يوضح تغير التيار بين المصب والمصدر (الرأسي) بتغير جهد المصب (المحور الأفقي) وذلك عند قيم مختلفة لجهد الانحياز (جهد البوابة).
بالتفصيل نجد الآتي:
- عندما يكون جهد البوابة Vgs صفرا نجد أن تيار المصب يزداد أولا بزيادة جهد المصب Vd ويكون هذا التزايد تزايدا خطيا تقريبا. ثم يصل تيار المصب إلى مستوى التشبع، حيث لا يتزايد تيار المصب رغم تزايد جهد المصب (المنطقة الأفقية للتيار). نقطة التقاء منطقة الزيادة الخطية مع منطقة التشبع عندما يكون جهد البوابة صفرا تسمى نقطة انحصار Pinch-off Vp .
- الآن وصلنا جهدا سالبا إلى البوابة Vgs1 . ونبدأ بتغيير جهد المصب Vd بالتدريج ابتداء من الصفر. عندئذ يتزايد تيار المصب تزايدا يكاد يكون خطيا بتزايد جهد المصب، ويصل إلى منطقة التشبع، إلى أن منطقة التشبع تبقى أسفل من منطقة التشبع السابقة عندما كان جهد البوابة مساويا للصفر.
- ثم عدنا واوصلنا البوابة بجهد سالب Vgs2 حيث Vgs2 <Vgs1 . نجد أن تيار المصب يتزايد أولا بتزايد جهد المصب Vd في منطقة تزايد خطي. ثم يصل تيار المصب إلى التشبع، ولا يزداد في تلك المنطقة رغم زيادة جهد المصب.
- وكررنا الخطوات بزيادة جهد البوابة Vgs4 السالب، حتى وصلنا إلى منطقة لا يمر فيها تيار المصب ويتوقف (الخط الأحمر Channel off). يحدث هذا التوقف لتيار المصب لأن Vgs4 <Vp .

تلك هي مواصفات المقحل الكهربائية وعلى أساسها يتم استغلاله في الاستخدام السليم.
الرسم البياني إلى اليسار: هو ترجمة للخطوات التي قمنا بها لتعيين خواص المقحل، فهو يعطي تغير تيار المصب Id بتغير جهد البوابة Vgs .
أيضا هنا لا يمر تيار بين المصب والمصدر Id طالما كان جهد البوابة لأن Vgs4 <Vp أقل من «جهد الانحصار» Vp.
يمكن الآن اختيار نقطة التشغيل على من كلا الرسمين البيانيين. وللوهلة الأولى يمكن اختيار النقطة الوسطية بوضع جهد البوابة عند Vgs2. فعند السماح بادخال إشارات مترددة من البوابة (متراكبة على جهد البوابة Vgs2)، فهي تعمل على تغير تيار المصب Id بين Vgs1 وVgs3 ، وتخرج تلك الإشارة مضخمة ومتناظرة عند C2 (أنظر دائرة المضخم أعلاه)، ويكون مطالها قد أصبح مساويا لـ Id.R3 .
نعتمد عند اختيار نقطة التشغيل عادة على الرسم البياني اليساري، ذلك لأن في وسعه أيضا بيان اعتماد خواص المقحل على درجة الحرارة (أنظر الشكل 5).

## الميل (إلكترونيات)
الشكل 4:

شكل 4: تغير تيار المصب بتغير جهد المصب لـ n-channel JFET عند قيم مختلفة لجهد البوابة.

يعطي هذا الرسم البياني نفس مواصفات المقحل الموصوفة في الشكل 3.
عندما يكون جهد البوابة صفرا تعمل "القناة إن " مثل عمل المقاومة، ويكون المقحل JFET موصلا للتيار. فإذا أوصلنا البوابة بالمصدر وقمنا بزيادة جهد المصب UDS يزداد تيار المصب حتى يصل إلى جهد الانحصار pinch-off voltage Up وهو يعادل "الجهد الحرج " في الموسفت ".
ومع استمرار زيادة جهد المصب UDS يبقى تيار المصب ID ثابتا. وتلك هي منطقة عمل المقحل (منطقة التشبع) ويكون جهد المصب فيها أعلى من جهد الانحصار. ويعتمد جهد الانحصار على تركيز التشويب وعلى نصف عرض القناة a . ويحتسب جهد الانحصار في نوع "القناة إن: في اتجاه البوابة-المصدر موجبا، كما يحتسب في حالة "القناة بي" في اتجاه المصدر-بوابة موجبا.
وعند وضع جهد سالب بين البوابة والمصدر يزداد اتساع منطقة الشحنات في البوابة-المصدر في «مقحل حقلي موصول ذو قناة إن». في منطقة التشبع يبقى تيار المصب ثابتا تقريبا على الرغم من زيادة جهد المصب.

شكل 5:اختيار نقطة التشغيل R_{S} لمعادلة تأثير درجة الحرارة.

يتم اختيار نقطة التشغيل مثلما يحدث في حالة صمام ثلاثي:
إما عن طريق مقاومة توصل بالمصدر أو عن طريق وضع جهد سالب بين البوابة والمصدر. ونجد لمقحل JFET أيضا «الميل» مثلما في حالة الصمام الثلاثي، ويعرف «الميل الإلكتروني» هنا بالمعادلة:
{\displaystyle S={\frac {\mathrm {d} I_{\mathrm {D} }}{\mathrm {d} U_{\mathrm {GS} }}}}
تعريف الميل هنا هو معدل تغير تيار المصب لتغير يحدث في جهد البوابة .
وهو يكون صغيرا ولهذا يلزم استخدام مقاومة كبيرة عند المخرج. هذا مهم عندما ندخل من البوابة إشارة مترددة نريد تكبيرها.
الميل هو خاصية للترنزستور، فعن طريقه نعرف مقدار الكسب الكهربائي الذي نحصل عليه من المقحل، فهو يتعلق بمقدار تضخيم الإشارة الداخلة، وهو يسمى أيضا موصلية منقولة.
طبقا لمعطيات مصنع المقحل كما في الشكل 4 يمكن اختيار «نقطة التشغيل» عن طريق اختيار جهد الانحياز Vgs ، بغرض استخدام هذا المقحل في دائر مضخم إشارات . وليكن جهد الانحياز -8و0 فولط. (انظر إلى هذه النقطة على المنحنى المتقطع).
تجد أنه عند ادخال اشارات متذبذبة متراكبة على جهد النحياز ويكون مطال الإشارات 2و0 فولط، فيتغير جهد البوابة بين -8و0 + 2و0 = -6و0 فولط، وبين -8و0 -2و0 = - 0و1 فولط .
تلك المنطقة على منحنى الخط المتقطع تضمن تساوي جزئي الإشارة الموجب والسالب عند المخرج (تناظر جزئي الإشارة)، فتكون الإشارة المكبرة غير مشوهة.
الشكل 5: 
يبين الشكل 5 تغير تيار المصب-المصدر بتغير جهد البوابة (وقد ذكرناه سابقا في الشكل 3). في الشكل 5 يتضح تأثير درجة الحرارة على المنحنى وبالتالي تأثير درجة الحرارة على نقطة العمل. هذا الرسم البياني يساعد على اختيار نقطة العمل بحيث تنتج عن المخرج إشارات مكبرة متناظرة لإشارات (صغيرة) ندخلها عن طريق البوابة .
الشكل 6 (أسفله):
يوضح الشكل 5 دائرة تضخيم لإشارة مذبذبة، وكيف أن الإشارة المضخمة الناتجة يمكن أن تكون مماثلة للإشارة الداخلة في شكلها [الصورة الأولى والثانية عند المخرج Ua ]. ومن الممكن تغير شكل الإشارة الناتجة كانقطاع نهايتها العظمى الموجبة [الصور الثالثة عند المخرج ] عندما تكون نقطة التشغيل عالية على منحنى الخط المتقطع؛ أو مقطوعة من أسفل [الصورة الرابعة لمخرج الإشارات ] عندما تكون نقطة التشغيل قريبة من الأرضي Mass potential.
تدخل الإشارات المتذبذبة عن طريق مغير الجهد P1 ، ونقطة التشغيل مختارة بواسطة قيم R وP2 . فإذا كانت نقطة التشغيل في الوسط بين الجهد الأقصى للمصب (الجهد الخارجي (+)) والحد الأدنى للجهد (جهد الأرضي (-))، تكون الإشارة الناتجة متناظرة حول نقطة التشغيل .
أما إذا ازحنا نقطة التشغيل إلى أعلى فإن قمة الأشارة ستنقطع عند الحد الأقصى لجهد المصب، وإذا أزحنا نقطة التشغيل إلى أسفل فإن أسفل الإشارة سيحده الجهد الأرضي. بهذا يتشوه شكل الإشارة الناتجة .
كذلك يتشوه شكل الإشارة الناتجة عندما تكون الإشارة المراد تكبيرها كبيرة . في هذه الحالة لا تكفي المسافة بين الجهد الأقصى والجهد الأدنى لاحتواء الإشارة، وعندئذ يقال بأن الإشارة مقلّمة Clipping
[الصورة الخامسة إلى اليمين، بالألمانية Übersteuerung].

## اقرأ أيضًا
| - ديود - ترانزيستور - مقحل ثنائي الأقطاب - جهد انحياز - مقحل معدني مؤكسد - مقحل معدني - مضخم عملياتي | - موسفت - وصلة شوتكي - بوابة منطقية - الدارات المنطقية - دارات منطقيه باستخدام الريلية - منطقة انخفاض - كسب كهربائي |  |